# De poematis
Il De poematis libri III, o più semplicemente De poematis, è un'opera di Marco Terenzio Varrone, non pervenuta, appartenente al gruppo di studi storico-letterari e filologici dell'erudito reatino.
L'opera, di carattere più tecnico che teorico, affrontava questioni di poetica (riguardanti probabilmente i personaggi della commedia), suddivise in tre libri. 